# حزاميات الأوراق
حزاميات الأوراق أو الحزازيات الحزامية (الاسم العلمي:†Zosterophyllopsida) هي طائفة منقرضة من النباتات تتبع شعيبة النباتات الذئبية. ظهرت حزاميات الأوراق لأول مرة في العصر السيلوري. تم إنشاء التصنيف في البداية من قبل بانكس في عام 1968 باعتباره شعيبة ومنذ ذلك الحين عوملت أيضًا على أنها شعبة وطائفة. كانت من بين النباتات الوعائية الأولى في السجل الأحفوري وكان لها توزيع في جميع أنحاء العالم. من المحتمل أنها كانت مجموعة تاجية من النباتات الذئبية حيث تشكل مجموعة شقيقة لأسلاف النباتات الذئبية الحية. بحلول أواخر العصر السيلوري (أواخر اللودلوي قبل حوالي 420 مليون عام) كان هناك مجموعة متنوعة من الأنواع تم العثور على أمثلة منها متحجرة في ما يعرف الآن باسم جزيرة باثورست في القطب الشمالي بكندا.

## التصنيف
- رتبة السوادونيات